# 異世界後宮物語
《異世界後宮物語》是日本漫畫家立花オミナ創作的成人漫畫。台灣由愛肉通販代理發售中文版；電子書由悅文社代理。

## 劇情
主角及川直樹是視自慰為人生唯一目標的平凡高中生。某一天，他被一股神秘力量召喚到了異世界，並遇到劍士菲莉亞、修女提亞妮及精靈弓箭手琉潔。三位美女稱直樹為勇者，並表示他的精液能夠提升女性的潛能，拜託他一起踏上討伐魔王的旅程。

## 登場角色

### 主要角色
及川直樹（OVA聲優：未公開）
本作主角。自慰成癮的16歲高中生。某天在自慰期間被提亞妮召喚到異世界。
他的精液具有增強女性潛能的效果，可以大大提高與他交歡的人的力量。
菲莉亞·西歐拉（OVA聲優：天音未來）
種族：人類。喜歡的體位：站立後背位。
21歲，雷斯帝亞王國劍士。三人小隊中的隊長。
身穿像舞者一樣的衣著。故鄉中有一位身為煉金術士的姐姐。
提亞妮·魯斯海姆（OVA聲優：妃依戀）
種族：人類。喜歡的體位：對面坐位。
19歲，雷斯帝亞王國修女。三人小隊中負責回復，也會使用一點攻擊魔法。
個性認真卻是三人小隊中最常自慰的人。也是直樹的初吻對象。
在與魔物的戰鬥期間進行了勇者召喚儀式，成功召喚出直樹。
琉潔
種族：精靈。喜歡的體位：女上位。
110歲，雷斯帝亞王國弓箭手。
行動敏捷，擅長野外求生。毒舌，但對同伴非常溫柔。直樹的初體驗對象。
米拉·彌柯拉（OVA聲優：桃井莓）
種族：犬人族。喜歡的體位：後背體位。
20歲，雷斯帝亞王國僕人。為人忠誠，盡忠職守。
身為獸人，擁有出色的戰鬥能力。興趣是閱讀和散步。

### 雷斯帝亞王國

#### 王族
瑪莉·弗蘭切斯卡·莉茲·德雷斯布魯
種族：人類。喜歡的體位：正常體位。
16歲，雷斯帝亞王國公主。索菲女王的獨生女。
曾經被召喚到異世界的傳說勇者的後裔，對勇者有著異常的崇拜和痴迷。
企圖讓整個王國的女性都懷有直樹的孩子，甚至對自己的母親下藥，讓直樹對她進行性侵。作為懲罰，索菲女王強逼她將自己的第一次獻給直樹。
後來為了成為直樹的妻子，以冒險者身份踏上旅程。
索菲11世
種族：人類。喜歡的體位：正常體位。
全名索菲·伊麗莎白·恰萊爾（ソフィー・エリザベート・イレール）。
33歲，雷斯帝亞王國女王。瑪莉公主的母親。傳說勇者的後代。
表面上看似賢淑、行為優雅端莊，實際上無比淫亂且欲求不滿。

#### 近衛騎士團
莉歐諾拉·歐法隆
種族：人類。喜歡的體位：後背體位。
26歲，雷斯帝亞王國的最強女騎士，也是近衛騎士團團長。
性格嚴謹踏實、心高氣傲，最初對直樹非常抗拒，後來也屈服於他。
由於瑪莉公主的任意妄為，目前與她一起出國冒險。
特蕾茲·迪亞梅爾
種族：人類。喜歡的體位：女上位。
28歲，近衛騎士團副團長。
團員中唯一已婚女性，育有一名孩子。擁有豐富的人生經驗。
由於在雷斯帝亞王國的法律上，與勇者發生性關係並不構成通姦，因此她很享受與直樹交歡。
艾麗澤·盧雅璐
種族：人類。喜歡的體位：對面坐位。
21歲，近衛騎士團團員。擅長劍術，也會使用回復魔法。
個性認真、勤奮，米拉的朋友。
從沒有談過戀愛，每天都會自慰，而且喜歡撫摸自己的胸部。
安妮·貝爾尼艾
種族：人類。喜歡的體位：站立後背位。
20歲，近衛騎士團團員。擅長使用各種武器。
皮膚黝黑。性格堅強好勝，是菲莉亞的兒時玩伴，曾一起進行修行。
雖然是戰鬥方面的專家，但在戀愛方面卻是缺乏經驗的新手。
塔琪亞娜·卡利尼娜
種族：人類。喜歡的體位：女上位。
24歲，近衛騎士團團員。體格健壯，耐打力強，負責擔任團中的肉盾。
喜歡戀愛故事，非常迷戀直樹。曾經有過婚約，認為是自己的身體沒法滿足未婚夫才被他拋棄。
莉狄·米露蘭
種族：人類。喜歡的體位：正常體位。
17歲，剛加入近衛騎士團一年的新人團員，也是團中年紀最小的人。
出身於獵人家庭，自小學習弓箭，人稱弓箭天才。家中長女，有八個弟妹。
菟拉·貝露茜
種族：人類。喜歡的體位：正常體位。
19歲，近衛騎士團團員。擁有與嬌小身形不符的怪力。視莉狄如自己的妹妹一樣愛護。
家族經營一家很有名氣的麵包店。有一個哥哥，和他關係非常親近。

### 魔界
克爾德麗絲
種族：魔族。
年齡不詳。魔族之王。三百年前與傳說勇者戰鬥後，被勇者封印力量，至今尚未完全恢復力量。
暗戀直樹，房間裡布滿直樹的娃娃。過去曾經與直樹見過面，並形容當時胸口那份高揚感至今仍然難以忘懷。
一直命令下屬捕獲直樹，目的是利用他的力量創造最強軍隊，讓魔族再度興盛。
美熙
種族：魔族。
年齡不詳。魔王軍參謀。對魔王非常忠誠。
萊拉
種族：魅魔。喜歡的體位：正常體位。
年齡不詳。多蘿忒雅的姐姐。居住在魔界的高階魅魔。奉魔王的命令與妹妹試圖將直樹帶到魔界。
在直樹入睡時，潛入他的夢裡使用自慰器竊取他的精力。被直樹識破後被趕來的提亞妮使用魔法捕獲。後來，萊拉和妹妹屈服於直樹的性愛技巧上，成為他的後宮之一，並開始稱呼直樹為「主人」。
多蘿忒雅
種族：魅魔。喜歡的體位：女上位。
年齡不詳。萊拉的妹妹。平常沉默寡言、害羞怕生，但在性愛上卻熱情似火。
對直樹特別主動，會在直樹的夢中展示各種角色扮演服裝誘惑他。
露易絲綠蒂
種族：吸血鬼。
活了一千年以上的吸血鬼女王。女同性戀。與萊拉是舊識，同樣奉魔王的命令試圖將直樹帶到魔界。
她的吸血能力具有強力的催眠作用，也有自我強化的效果。
在將騎士團團員逐一打倒後，一度將直樹和瑪莉逼入絕境，但當她喝下身為勇者後裔的瑪莉的血後，意外與瑪莉結下主僕契約。

### 其他角色
娜塔莉亞（OVA聲優：立花沙羅）
種族：精靈。喜歡的體位：後背體位和女上位。
190歲。邊境之村·福斯的一家旅館的女主人。
一百多年前曾經與人類丈夫共同經營旅館，現在獨自經營。身為精靈，她有著青春的外貌、豐滿的胸部以及迷人的身材。

## 出版書籍
| KILL TIME COMMUNICATION | KILL TIME COMMUNICATION | KILL TIME COMMUNICATION |
| 卷數                    | 發售日期                | ISBN                    |
| ----------------------- | ----------------------- | ----------------------- |
| 1                       | 2019年12月24日          | ISBN 978-4-7992-1316-2  |
| 2                       | 2020年8月28日           | ISBN 978-4-7992-1396-4  |
| 3                       | 2021年8月19日           | ISBN 978-4-7992-1512-8  |
| 4                       | 2022年10月11日          | ISBN 978-4-7992-1693-4  |

## OVA
OVA《異世界後宮物語》是魔人製作、a1c發行的成人動畫，共4卷，於2020年7月31日、9月25日、11月27日及12月25日發售。

## 備註
1. ↑  相等於人類的16至17歲。
2. ↑  相等於人類的30歲。